# هانسول
هانسول (به کره‌ای: 한솔그룹) شرکت خوشه‌ای کره‌ای است، که در زمینه کاغذسازی، صنایع شیمیایی، داروسازی، ارائه خدمات لجستیک، گردشگری و هتلداری، مخابرات و فناوری اطلاعات، خدمات مالی، تجارت کالا، ساخت‌وساز و توسعه املاک و مستغلات، فعالیت می‌کند.
شرکت هانسول در سال ۱۹۶۵ به‌عنوان زیرمجموعه‌ای از گروه سامسونگ تأسیس شد و در سال ۱۹۹۱ به‌همراه شرکت‌های چون شینسگائه، سائه‌هان و گروه سی‌جی از این گروه جدا شد. دفتر مرکزی این شرکت در شهر سئول، کره جنوبی قرار دارد و بخشی از سهام آن در بازار بورس کره معامله می‌شود.